# Eruguera caranegra
L'eruguera caranegra (Coracina novaehollandiae) és una espècie d'ocell de la família dels campefàgids (Campephagidae). Habita el bosc obert, sabana i boscos d'eucaliptus de les terres baixes al sud-est de Nova Guinea i Austràlia, incloent Tasmània.